# 니르리티
니르리티(산스크리트어: निर्ऋति) 또는 니르루티, 니리트는 죽음, 부패, 슬픔을 의인화한 힌두교의 신이다. 베다 초기 힌두교 경전에서 니르리티는 망자들의 왕국에 사는 데비이다. 후기 힌두교에서는 니르리티와 니르리타 역시 남신으로, 남서쪽의 디카팔라("방위의 수호자")로 간주된다.

## 어원
산스크리트어 단어 니르리티는 '부패'를 의미하며 니르르(문자적으로 '분리하다')에서 파생되었다. 이는 "르타/이가 없는" 즉, 무질서 또는 혼돈의 상태를 의미하는 것으로 해석될 수 있다.
니르리티라는 이름은 '무질서' 또는 '무법'을 의미하는 "르타의 부재"라는 뜻을 가지며, 특히 신성하거나 우주적인 무질서의 부재에 대한 수호자를 의미한다.
이 용어는 베다 텍스트에서 비존재와 절대적인 어둠의 영역을 나타내는 데 사용되었으며, 희생과 번식의 의무를 소홀히 한 사람들을 삼켜버릴 위협을 가했다. 니르리티에는 빛도, 음식도, 자녀도 없었다. 즉, 베다 시대의 삶과 의례에 필요한 요소들이 전혀 없었다.

## 여신
니르리티는 리그베다 찬가에 언급되는데, 주로 그녀로부터 보호를 구하거나 가능한 떠나기 전에 그녀를 간청하는 내용이다. 한 찬가(X.59)에서는 여러 번 언급된다. 이 찬가는 그녀의 본성을 요약한 후, 제례 장소에서 그녀의 떠남을 요청하기도 한다. 아타르바베다(V.7.9)에서는 그녀가 황금빛 머리카락을 가졌다고 묘사된다. 타이티리야 브라마나(I.6.1.4)에서는 니르리티가 검고 검은 옷을 입었으며 그녀의 희생 제물은 검은 껍질이라고 묘사된다. 신성한 샤타파타 브라마나(X.1.2.9)에서는 그녀가 남서쪽 지역과 관련이 있다고 한다. 그러나 같은 텍스트의 다른 부분(V.2.3.3)에서는 그녀가 죽은 자들의 왕국에 산다고 언급된다.
후기 힌두교 경전에서 니르리티는 신으로 재개념화되었다. 일부 경전에 따르면, 그녀는 숲에 사는 푸루샤를 위한 프라크리티의 중요한 구성 요소를 의미하는 아다르마(다르마가 아님)의 아내이자 세 명의 라크샤사인 므리튜(죽음), 바야(두려움), 마하바야(공포)의 어머니인데, 이들은 총칭하여 나이리타라고 불렸다. 다른 경전에서는 그녀를 아다르마와 힘사(폭력, 아힘사의 반대)의 딸로 묘사한다. 그녀는 오빠인 아리타(르타가 아님)와 결혼하여 나라카 (지옥의 의인화)와 바야의 어머니가 되었다. 바가바타 푸라나에서는 그녀가 브라흐마의 아들 또는 창조물 중 두 명인 아다르마와 므리사(거짓)를 양자로 삼은 아프라자(자녀가 없는 자)로 묘사된다. 일부 텍스트는 니르리티를 다른 불길한 여신인 지예슈타 또는 알락슈미와 동일시한다. 이러한 맥락에서 그녀는 사무드라 만타나 (대양 휘젓기)에서 나타났다고 묘사된다.

## 디카팔라

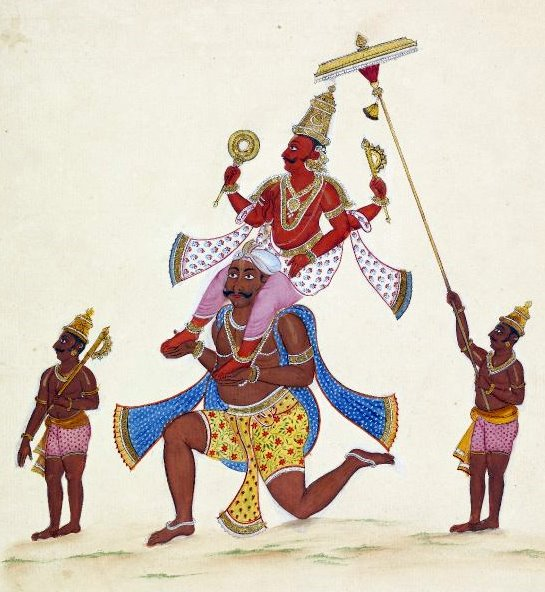
남자 위에 올라탄 니르리티와 하인들, 약 1820년.

일부 학자들과 저자들에 따르면, 여신 니르리티는 후기 인도 신화에서 남성으로 변모하여 디카팔라가 되었다. 니르리티는 남서쪽 방향의 수호자로 간주된다.
니르리티는 때때로 루드라 중 한 명으로 포함되며, 시하누의 아들로 묘사된다. 니르리티 신에 대한 다양한 묘사는 여러 경전에서 발견된다. 아가마에 따르면 니르리티는 검은 피부에 거대한 몸집을 가졌고 노란색 옷을 입고 있다. 그의 바하나는 남자 또는 사자이다. 비슈누 다르모타라 푸라나는 니르리티가 무섭게 생긴 눈, 벌어진 입, 드러난 이빨을 가진 끔찍한 모습을 하고 있다고 서술한다. 같은 경전은 니르리티의 바하나가 당나귀이며 손에 단다를 들고 있다는 다른 설명을 제공한다. 비슈누 다르모타라 푸라나는 또한 니르리티에게 데비, 크리슈난기, 크리샤반다나, 크리슈나파샤라는 네 명의 배우자가 있다고 언급한다. 경전 데비 바가바타 푸라나에 따르면, 니르리티는 메루산의 남서쪽에 위치한 크리슈나자나라는 도시에 거주한다. 이 도시는 2500 요자나의 면적을 가지고 있다고 한다.